# عباس قلي خان
| خان لورستان              |                                                        |
|                          |                                                        |
| عباس قلي خان والي پشتكوه |                                                        |
| السابق                   | محمد حسن خان (الخان العاشر لبلاد اللور من أسرة الولاة) |
| ولاية العهد              | الأمير علي خان (تم تنصيبه من قبل الحكومة القاجارية)    |
| فترة الحكم               | من 1840م (تقريباً) إلى (1845م - 1848م) (تقريباً)         |
| اللاحق                   | علي خان                                                |
| اللقب                    | والي بشتكوه                                            |
| حياته                    |                                                        |
| مكان الوفاة              | مدينة بشتكوه                                           |
| الأب                     | محمد حسن خان                                           |
| خانات لورستان            |                                                        |

عباس قلي خان بن محمد حسن خان بن أسد الله خان بن إسماعيل خان بن علي شاه ويردي خان الثاني بن الحسين خان الثاني بن احمد منوجهر خان بن الحسين خان الأول الأكبر العلوي. الوالي الحادي عشر من عائلة ولاة لرستان وأول ولاة بشتكوه منهم بعد تقسيم لورستان على إثر وفاة عاشر الخانات (حسن خان) عام 1839م.

## الخلاف على العرش وتوليه الحكم
كان للخان العاشر من عائلة الولاة اللور (محمد حسن خان العلوي) عدد من الأبناء منهم:
• الأمير عباس خان (الوالي عباس قلي خان لاحقاً)
• الأمير علي خان (الوالي علي خان لاحقاً)
• الأمير حيدر خان (الوالي حيدر خان لاحقاً)
• الأمير أحمد خان (الوالي أحمد خان لاحقاً «معترف به جزئياً»)
• الأمير حسين خان
• الأمير خسرو خان
• الأمير لطف علي خان
• الأمير علي مراد خان
إلا أن الوالي محمد حسن خان وافاه الأجل عام 1839م في عاصمته الجديدة (بشتكوه) عن عمر ناهز التسعين عاماً.
فقام خلاف شديد بين ثلاثة من أبناءه على وراثة والدهم (الأبن الأكبر الأمير علي خان، الأمير حيدر خان والأمير أحمد خان)، مما جعل الحالة الإجتماعية والاقتصادية لبلاد اللور تهبط هبوط حاد وهذا الصراع بين الأمراء على السلطة جر المنطقة بأكملها إلى صراعات وحروب داخلية، وبالنهاية تقسمت مناطق اللور بين الأمراء المتنافسين.
فأصبحت كل من مناطق وقرى قبائل ملكشاه واركواز وميشخاص وبولي وپنچستون تحت إدارة الأمير حيدر خان.
وأصبحت كل من كردالي وشوهان وكايدخرده تحت إدارة الأمير علي خان.
أما مناطق وقصبات خزل وشيروان وچرادول فأصبحت تحت إدارة الأمير أحمد خان.
أما بقية بلاد اللور بما فيها مدينة بروجرد الشهيرة فكان يُعيَن عليها قائد عسكري من قبل حكومة القاجاريين منذ عهد جدهم إسماعيل خان (والد الأمير أسد الله خان وجد الوالي محمد حسن خان) لأنه كان على خلاف معهم، لذلك استقطعوا كل مناطق شرق لرستان ما عدا جزء (لرستان فيلي) الذي بقي تحت حكم خانات لرستان.
وأما منطقة ولاية بشتكوه (ده بالا أو إيلام) مركز وعاصمة لرستان فبأمر من شاه الدولة القاجارية تم تنصيب عباس قلي خان بن محمد حسن خان والياً عليها خلفاً لوالده محمد حسن خان الذي توفي فيها عام 1839م.

## فترة حكمه
أبرز أعمال الوالي عباس قلي خان خلال فترة حكمه أنه ساعد وقام بإسناد حاكم مدينة بروجرد ولرستان الشرقية (القائد القاجاري ايلدرم ميرزا)
بمائتين فرد من العساكر لمحاربة قبائل الدلفان الثائرة عليه.

## عزله
بعد فترة وبقرار من الحكومة القاجارية، تم عزل الوالي عباس قلي خان.
خلفه بالحكم شقيقه الكبير (الأمير علي خان) بأمر من حكومة طهران.